# بلدة إلمر (مقاطعة أوسكودا)
إلمر، مقاطعة أوسكودا (بالإنجليزية: Elmer Township, Oscoda County, Michigan)‏ هي بلدة تقع بولاية ميشيغان في الولايات المتحدة. تبلغ مساحتها 184.8 (كم²)، وترتفع عن سطح البحر 390 م، بلغ عدد سكانها 1095 نسمة في عام تعداد الولايات المتحدة 2000 حسب إحصاء مكتب تعداد الولايات المتحدة وتصل الكثافة السكانية فيها 6 نسمة/كم2.

## وصلات خارجية
- The US50 - Cities and Towns in Michigan State
- Michigan Cities and Towns, Facts, Map, Flag, Colleges, Government, and More